# Gmurowo
Gmurowo – osada w Polsce położona w województwie wielkopolskim, w powiecie pilskim, w gminie Wysoka. Wieś wchodzi w skład sołectwa Stare.
W latach 1975–1998 miejscowość administracyjnie należała do województwa pilskiego.
W miejscowości był przystanek kolei wąskotorowej Gmurowo.